# Le Petit Homme d'Arkhangelsk
Le Petit Homme d'Arkhangelsk est un roman policier de Georges Simenon, publié en 1956 aux Presses de la Cité.
Simenon écrit ce roman à Cannes (Alpes-Maritimes), en avril 1956.

## Personnages
- Jonas Milk : 40 ans, originaire d’Arkhangelsk (Russie), naturalisé français. Bouquiniste et philatéliste. Marié, pas d’enfants.
- Gina Palestri : 24 ans, son épouse.

## Résumé
Le roman comporte 9 chapitres.
Petit commerçant d'origine russe, timide et effacé, à l'allure enfantine, vivant de la vie simple du Vieux-Marché et de ses habitants, Jonas Milk a épousé Gina, sa femme de ménage – une belle fille aguichante – dans un mouvement de tendresse et pour lui « procurer la tranquillité ». En deux ans de mariage, ils ont peu de contacts. Mais Jonas tient à sa femme, à qui il ne fait jamais aucun reproche, pas même celui de ses infidélités.
Un jour, Gina disparaît, emportant les timbres rarissimes que la passion philatélique de Jonas était parvenu à réunir. Quand on lui demande où est sa femme, il répond machinalement : « Elle est allée à Bourges » (où, effectivement, elle se rend parfois). Ce mensonge bénin l'amène à d'autres mensonges. Peu à peu, le « petit homme » sent croître autour de lui l'hostilité de son quartier. Après les questions, c'est le silence méfiant. On le soupçonne d'avoir fait disparaître sa femme, et il ne peut absolument pas justifier ses contradictions. Devant le vide qui l'entoure, il se rend compte qu'aux yeux des autres, il est resté l'étranger, bien qu'il n'ait vécu qu'un an en Russie et qu'il ait oublié la langue de ses parents. 
Un jour, la femme de chambre d'un hôtel de la ville lui apporte la preuve que Gina rencontrait régulièrement un ingénieur de Paris et qu'elle est partie avec lui. Malgré ce témoignage qui l'innocenterait, en particulier au commissariat de police, le petit homme d'Arkhangelsk se pend dans la cour de sa maison.

## Aspects particuliers du roman
À l’image du personnage principal, le récit procède par touches discrètes, comme tissées de lenteur et de patience. Leur innocence dissimule un drame feutré : celui de la solitude sans plainte, de la faiblesse résignée.

## Espace
Une petite ville du Berry, non précisée.

## Temps
Époque contemporaine.

## Éditions
- Prépublication en feuilleton dans le mensuel Preuves, n° 66-67 d'août et de septembre 1956 avec des illustrations d'Agnèse.
- Édition originale : Presses de la Cité, 1956.
- Livre de Poche, n° 14278, 1997  (ISBN 978-2-253-14278-2).
- « Tout Simenon », tome 8, éd. France Loisirs, 1990, pages 609 à 712  (ISBN 2-7242-6094-5), réédité chez éd. Omnibus, 2002  (ISBN 978-2-258-06049-4).
- Romans durs, tome 9, Omnibus, 2013  (ISBN 978-2-258-09396-6)
- Romans durs, tome 10, Omnibus, 2023  (ISBN 978-2-258-20267-2)

## Adaptation à la télévision
- Monsieur Joseph, téléfilm franco-belge réalisé en 2006 par Olivier Langlois, avec Daniel Prévost, Julie-Marie Parmentier et Serge Riaboukine, est directement inspiré du roman.

## Source
- Maurice Piron, Michel Lemoine, L'Univers de Simenon, guide des romans et nouvelles (1931-1972) de Georges Simenon, Presses de la Cité, 1983, p. 190-191  (ISBN 978-2-258-01152-6)